# Doug Wickenheiser Memorial Trophy
Doug Wickenheiser Memorial Trophy je hokejová trofej udělovaná každoročně hráči juniorské ligy Western Hockey League, který se nejvíce podílel na humanitární pomoci. Trofej je pojmenována po bývalém hokejistovi WHL Dougu Wickenheiserovi, který v roce 1999 zemřel na rakovinu.

## Držitelé Doug Wickenheiser Memorial Trophy
- Hokejisté na barevném pozadí vyhráli také CHL Humanitarian of the Year.

| Sezóna  | Jméno            | Tým                   |
| ------- | ---------------- | --------------------- |
| 2013/14 | Sam Fioretti     | Moose Jaw Warriors    |
| 2012/13 | Cody Sylvester   | Calgary Hitmen        |
| 2011/12 | Taylor Vause     | Swift Current Broncos |
| 2010/11 | Spencer Edwards  | Moose Jaw Warriors    |
| 2009–10 | Matt Fraser      | Kootenay Ice          |
| 2008–09 | Taylor Procyshen | Tri-City Americans    |
| 2007–08 | Ashton Hewson    | Prince Albert Raiders |
| 2006–07 | Kyle Moir        | Swift Current Broncos |
| 2005–06 | Wacey Rabbit     | Saskatoon Blades      |
| 2004–05 | Colin Fraser     | Red Deer Rebels       |
| 2003–04 | Braydon Coburn   | Portland Winter Hawks |
| 2002–03 | Ryan Craig       | Brandon Wheat Kings   |
| 2001–02 | Brandin Cote     | Spokane Chiefs        |
| 2000–01 | Jim Vandermeer   | Red Deer Rebels       |
| 1999–00 | Chris Nielsen    | Calgary Hitmen        |
| 1998–99 | Andrew Ference   | Portland Winter Hawks |
| 1997–98 | Jesse Wallin     | Red Deer Rebels       |
| 1996–97 | Jesse Wallin     | Red Deer Rebels       |
| 1995–96 | Darryl Laplante  | Moose Jaw Warriors    |
| 1994–95 | Grady Manson     | Moose Jaw Warriors    |
| 1993–94 | Jason Widmer     | Lethbridge Hurricanes |
| 1992–93 | Jamie Pushor     | Lethbridge Hurricanes |